# Augsburgi liga
Az augsburgi liga vagy augsburgi szövetség 1686. július 9-én alakult meg. A katonai védelmi szövetséget I. Lipót német-római császár, II. Károly spanyol király, XI. Károly svéd király, II. Miksa Emánuel bajor választófejedelem és a Német-római Birodalom több fejedelemségének képviselője kötötte meg XIV. Lajos francia király agresszív expanzionista politikájával szemben, a Rajnai Palotagrófság védelmében. Az 1688-ban kitört pfalzi örökösödési háborúban (más néven az augsburgi liga háborújában) a szövetség közösen lépett fel Franciaország és annak szövetségesei ellen. A perszonálunióban álló Hollandia és Anglia 1689-ben, már a háború alatt csatlakozott a Ligához. Angol nyelvű történelmi dokumentumokba az így kibővült szövetséget (olykor magát az augsburgi ligát is) „Nagy Szövetség” (Grande-Alliance) néven említik. 1690-ben a Savoyai Hercegség is csatlakozott.

## Előzményei
Az 1680-as évek közepén az európai uralkodókat erősen nyugtalanította XIV. Lajos francia király nem szűnő területhódító politikája, az ún. „egyesítési politika” (1678–1681), amely a Spanyol-Németalföld elleni nyílt agresszióba, a francia–spanyol („egyesítési”) háborúba (1683–1684) torkollott. Aggasztotta őket a kíméletlen hadviselési mód, amely pl. a háborúban semleges, de a spanyolok partra szállását meg nem akadályozó Genova városának porrá lövetésében nyilvánult meg, 1684-ben.
1683-ban XIV. Lajos szövetségese, az Oszmán Birodalom hadereje ostrom alá vette Bécset, így az osztrák Habsburg-haderő nem tudott segítséget nyújtani a megtámadott Spanyolországnak. Bécset Sobieski János lengyel király segítségével sikerült felmenteni. 1684. március 5-éb XI. Ince pápa kezdeményezésére megszületett a Szent Liga, a török Európából való kiszorításának céljával. XIV. Lajos nem csatlakozott a Ligához, sőt félő volt, hogy a Rajnánál hátba támadja a Habsburg Birodalmat. A pápa közvetítésével azonban XIV. Lajos végül beleegyezett a 20 évre szóló regensburgi fegyverszüneti szerződésbe, amelynek értelmében megtarthatta hódításait és szabad kezet kapott a franciaországi protestánsokkal szembeni eljárást illetően.
1685 májusában, amikor a Rajnai Palotagrófság (Kurpfalz) uralkodója, a protestáns II. Károly pfalzi választófejedelem (1651–1685) gyermektelenül elhunyt, XIV. Lajos azonnal beavatkozott a fejedelemség trónöröklési rendjébe. II. Károly húga, Erzsébet Sarolta pfalzi hercegnő (Liselotte von der Pfalz) XIV. Lajos sógornője volt, Lajos öccsének, Fülöp orléans-i hercegnek (1640–1701) felesége. E dinasztikus házassági szerződés megkötésekor (1671-ben) Liselotte pfalzi hercegnő nyilatkozatban lemondott minden, a Rajnai Palotagrófsággal kapcsolatos trónöröklési igényéről. XIV. Lajos ennek ellenére 1685-ben sógornője nevében igényt támasztott a pfalzi fejedelmi trónra. A jogszerű örökös, a Wittelsbach-ház Düsseldorfban uralkodó, katolikus Pfalz-Neuburg ága elutasította a Napkirály követelését.
1685 októberében Lajos visszavonta a nantes-i ediktumot, a menekülő hugenottákat a szomszédos (holland és német) protestáns államok fogadták be, ezek elfordultak Franciaországtól, emiatt a francia terjeszkedés potenciális célpontjaivá váltak. A protestáns német fejedelemségek. Erősítette őket Orániai Vilmos hollandiai helytartó, aki katolikus apósának, II. Jakab angol királynak trónjára pályázott, ezért elsőrendű érdeke volt XIV. Lajos erőinek lekötése, a hátba támadás megelőzése.
I. Lipót német-római császár, Ausztria főhercege, akinek Habsburg Birodalmát keleten az Oszmán Birodalom és a Thököly-felkelés veszélyeztette, haderejének zömét itt kellett állomásoztatnia, további szövetségeseket keresett, nagy nyugati védelmi szövetség megkötését javasolta. A később „augsburginak” elnevezett katonai védelmi szövetség előkészítő tárgyalásai Lipót kezdeményezésére kezdődtek meg. 1684–86-ban a Habsburg-haderő átütő sikereket ért el a török elleni háborúban, és stratégiai ellentámadásra készült.

## A szövetség megszületése
A francia protestánsüldözések hatására 1686. március 22-én Hollandia és Svédország megújította a két ország közötti védelmi szövetséget. Ezt követte 1686. május 7-én I. Lipót német-római császár és Frigyes Vilmos porosz választófejedelem kölcsönös segítségnyújtási szerződése a vesztfáliai békeszerződésben elért eredmények védelmére. Ehhez csatlakoztak hamarosan más államok is, akiknek érdekeit XIV. Lajos hódító tervei veszélyeztették.
1686. július 9-én Augsburg birodalmi szabad városban I. Lipót német-római császár, a Német-római Birodalom államai közül a Pfalzi, a Bajor, a Brandenburgi és a Szász Választófejedelemség létrehozta az augsburgi ligát. A katonai koalícióhoz csatlakoztak más olyan uralkodók is, akik érdekeit sértette Franciaország erőszakos terjeszkedése: Dánia és Norvégia királya, továbbá Portugália királya, Svédország királya, II. Károly spanyol király és a Holland Köztársaság tartományainak szövetsége. Szeptemberben csatlakozott Fülöp Vilmos pfalzi választófejedelem és Christian Albrecht von Schleswig-Holstein-Gottorf herceg, Lübeck püspöke. A tárgyalások a Városháza dísztermében (az ún. „Aranyteremben”) folytak, amelyet a harmincéves háború után a Reichstag itt tartandó üléseire terveztek és építettek.
A szövetség közvetlen célja a Rajnai Palotagrófság (Pfalz) megvédelmezése és a törvényes Wittelsbach-öröklés biztosítása volt. További célja az volt, hogy gátat vessen a francia terjeszkedésnek a Birodalom nyugati határán. A szerződést aláíró hatalmak kölcsönös kötelezettséget vállaltak arra, hogy betartják és betartatják az 1648-as vesztfáliai béke, az 1678–79-es nijmegeni béke és az 1684. augusztus 15-én a császár és XIV. Lajos között kötött regensburgi fegyverszünet rendelkezéseit. (A Regensburgban megkötött fegyverszüneti megállapodás azt is magában foglalta, hogy a XIV. Lajos által elfoglalt birodalmi területek 20 éven át a francia király fennhatósága alatt maradnak).
A szövetséget eredetileg határozott időtartamra, 3 évre (azaz 1689-ig) tervezték megkötni. A szerződő felek egy erős szövetségi haderő felállítását határozták el, amely a Rajna bal (nyugati) partján állomásozik, hogy elrettentse XIV. Lajost területi követeléseinek realizálásától. (A francia király, ebben az időben Európa leghatalmasabb uralkodója, 1679–84 között megszakítás nélkül ültette át a gyakorlatba az egyesítési politikát (politique des réunions), amelynek keretében minden olyan területet elfoglalt, amely valaha a Francia Királysággal összefüggött).

## Következmények
Az augsburgi szövetség létrehozásának szükségessége hamarosan megmutatkozott. XIV. Lajos továbbra is fenntartotta (jogellenes) trónigényét a Pfalzra, emellett 1688 júniusában újabb konfliktus keletkezett. Elhunyt Köln választófejedelme, a franciabarát Miksa Henrik hercegérsek (1621–1688). Utódjául XIV. Lajos saját jelöltjét, Wilhelm Egon von Fürstenberget (1629–1704), Strassburg franciabarát érsekét akarta megválasztatni. Vele szemben Lipót császár József Kelemen bajor herceget (1671–1723) jelölte, aki saját szövetségesének, II. Miksa Emánuel bajor választófejedelemnek öccse volt. Egyikük sem kapott kellő többséget, a döntést a franciaellenes XI. Ince pápa hozta meg, aki 1688. augusztus 26-án a bajor József Kelement nevezte ki Köln hercegérsekévé.
1688-ban a Szent Liga háborúja már a magyar Délvidéken folyt, szeptember elején II. Miksa Emánuel elfoglalta Nándorfehérvárt, Szendrőt és Galambócot. A Habsburg Birodalom haderejének jelentős része a Balkánon harcolt. XIV. Lajos ekkorra időzítette offenzíváját: elfoglalta Kölnt, bevonult a Pfalzi Választófejedelemségbe és elfoglalta a Birodalomnak a Rajnától nyugatra eső területeit. A Liga hadat üzent, de ellenoffenzívát csak 1689 májusában, a Balkánról átcsoportosított haderők megérkezésekor tudott indítani. Megkezdődött az augsburgi liga háborúja.
1689 februárjában a szintén franciaellenes III. (Orániai) Vilmos holland helytartó megszerezte Anglia és Skócia trónját, a perszonálunióba került Hollandia és Anglia ekkor Bécsben csatlakozott az augsburgi ligához (Hollandia május 12-én, Anglia december 9-én). A kibővült Ligát ettől kezdve gyakran Nagy Szövetségnek (Grande-Alliance-nak) nevezték.
1690-ben XIV. Lajos II. Viktor Amadé savoyai hercegtől Torinó és Verrua (Verrue) erődjeinek átadását követelte, továbbá savoyai nehézlovas és gyalogos ezredek harba vetését kívánta a hollandok és a Milánói Hercegségben álló spanyolok ellen. Savoya hercege visszautasította XIV. Lajos követelését, és csatlakozott a ligához, de 1690. augusztus 18-án a staffardai csatában vereséget szenvedett a rátámadó francia csapatoktól. 1691-ben a Milánó felé vonuló franciák végigpusztították az Aosta-völgyet (Val d’Aosta). 1693. október 4-én az augsburgi liga csapatai a La Marsaglia-i csatában nagy vereséget szenvedtek a franciáktól, akik ezután elfoglalták Piemont egész területét. A legyőzött Savoyai Hercegség kivált a szövetségből, és fegyverszünetet, majd 1696-ban különbékét kötött Franciaországgal. Később Svédország is kivált a Ligából, és Dániával közösen egy fegyveres semlegességi ligát alakítottak.
A pusztító pfalzi örökösödési háború háború 9 éven át tartott, és 1697-ben a rijswijki béke szerződéssel zárult le.

## Külső hivatkozások
- A Collection of All the Treaties of Peace, Alliance, and Commerce Between Great Britain and Other Powers, Vol. I., from 1688 to 1727., London, 1772. 1-9 old. (angolul)
- Augsburger Allianz in: Augsburger Stadtlexikon (németül)
- Augsburger Allianz (de.academic.ru), a Meyers Konversationslexikon alapján, 1905-1909. (németül)